# Теодосій (Ростоцький)
Теодосій Ростоцький гербу Юньчик (в світі Тадеуш Теодор Болбас-Ростоцький, пол. Tadeusz Teodor Teodozy Bołbas-Rostocki herbu Juńczyk, біл. Тадэвуш Тэадор Феадосій Болбас-Растоцкі; 1725, біля Слоніма — 25 січня 1805, Санкт-Петербург) — греко-католицький церковний діяч, василіянин. Єпископ-коад'ютор Київської митрополії (11.04.1785—01.11.1788), 16-й греко-католицький митрополит Київський, Галицький і всієї Руси (1788—1805), єпископ Холмський (1785—1790), з 1790 року сенатор Речі Посполитої (перший з греко-католицьких владик, хто отримав це звання), богослов.

## Біографія
Народився біля Слоніма в сім'ї тамтешнього міського судді Казимира Болбас-Ростоцького від дружини з другого шлюбу Анни Єсьман. У 1739 році в дуже молодому віці (14 років) став ченцем-василіянином. Після новіціяту та закінчення середніх філософських студій в листопаді 1750 року був посланий на вищі богословські студії до Риму. Богословську освіту здобував у Грецькій колегії св. Атанасія в Римі. Висвячений там на священника 1754 року. Того ж року повернувся на Батьківщину, став професором філософії, богослов'я у навчальних закладах при василіянських монастирях. Був також директором школи у Володимирі.
Після декількох років професорської роботи його обрали спочатку секретарем Литовської провінції Василіянського чину, потім — генеральним секретарем Василіянського чину в 1759 р. На капітулі в Бересті 1772 року був обраний протоігуменом Литовської провінції василіян. Як здібного адміністратора в 1780 році на капітулі його переобрали ще на чотири роки протоігуменом.
Як протоігумен Литовської провінції ЧСВВ 6 березня 1781 року востаннє мав канонічну візитацію Бучацького монастиря.
2 липня 1784 року обраний єпископом Холмським. Митрополит Ясон Смогожевський вибрав його єпископом-коад'ютором. Його хіротонія на коад'ютора Київської митрополії відбулася 11 квітня 1785 року, а 19 червня 1785 року він зайняв єпископський престол у Холмі. 1 листопада 1788 року, після смерті митрополита Ясона Смогожевського, став митрополитом Київським, Галицьким і всієї Руси. 4 квітня 1790 року залишив престол єпископа Холмського. Греко-католицький митрополит Теодосій Ростоцький — перший з владик, хто отримав гідність сенатора і місце (з 1790) у сенаті Речі Посполитої, чого унійна церква безрезультатно домагалася для своїх ієрархів протягом двох століть. В 1792 році підтримав Торговицьку конфедерацію. Після третього поділу Речі Посполитої (1795), заради обмеження і контролювання діяльності греко-католицької церкви, російська імператриця Катерина II затримала митрополита Ростоцького в Петербурзі, звідки він, відокремлений від своєї митрополії, був пов'язаний з паствою тільки дипломатичним шляхом.
Помер у Санкт-Петербурзі 25 січня 1805 року. Митрополит фактично став останнім повноправним і повнотитульним греко-католицьким київським митрополитом, тому поставлених російським царським урядом на таку гідність наступних митрополитів Апостольська Столиця вважала тільки адміністраторами давньої Київської канонічної митрополії. Був прихильником польської Конституції 3 травня.
В 1790 році відзначений Орденом святого Станіслава, в 1791 році отримав Орден Білого Орла.